# Johannes Ficker

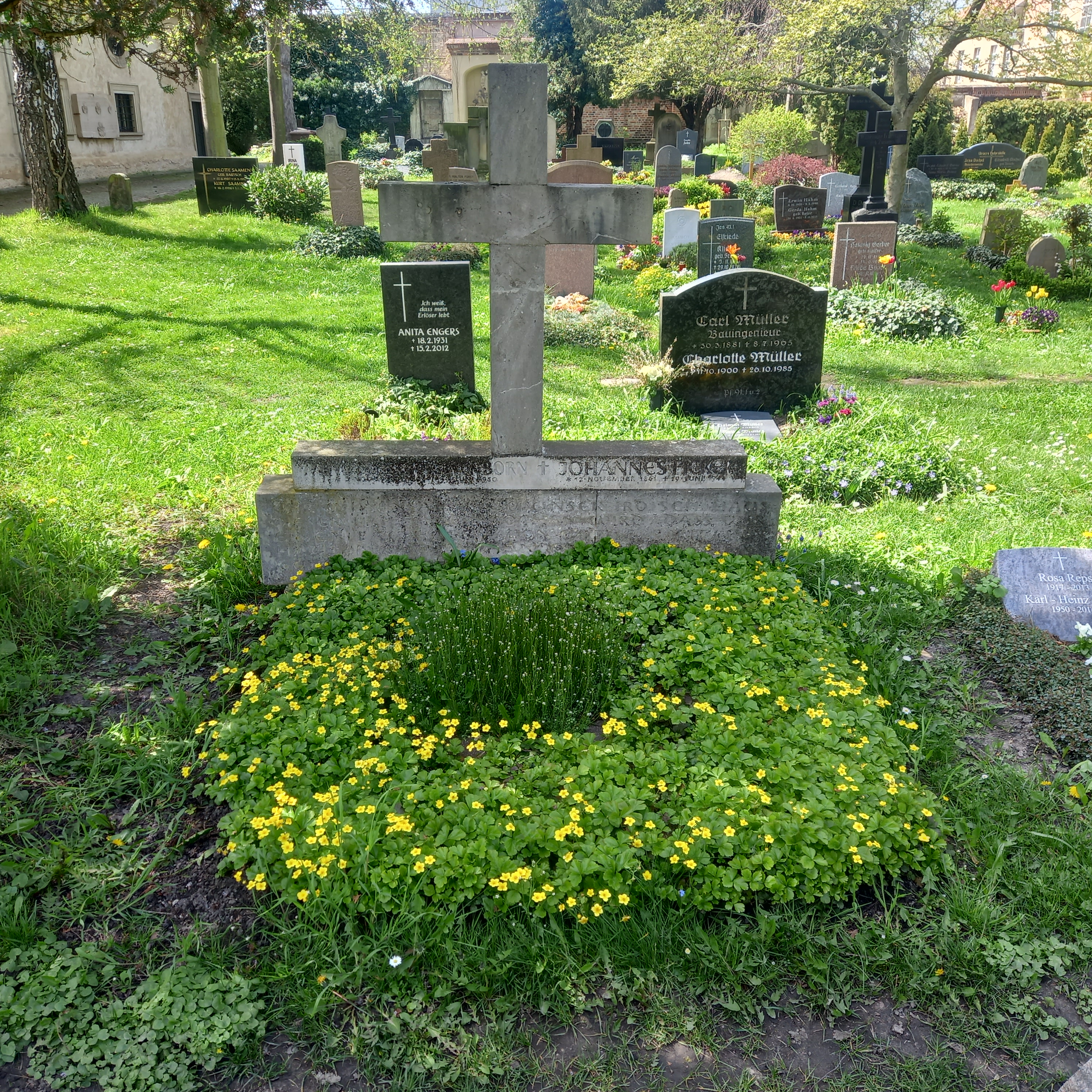
Das Grab von Johannes Ficker und seiner Ehefrau Mimi geborene von Born auf dem Laurentiusfriedhof (Halle)

Johannes Paul Ficker (* 12. November 1861 in Leipzig; † 19. Juni 1944 in Halle (Saale)) war ein deutscher evangelischer Theologe, Kirchenhistoriker und Christlicher Archäologe.

## Leben
Als Sohn des Pfarrers Julius Gustav Ficker (1826–1899) besuchte Ficker das Nikolai-Gymnasium  Leipzig. Nach dem Abitur studierte er an der Universität Leipzig neben Theologie auch Kunstgeschichte bei Anton Springer. Im Sommer 1880 wurde er Mitglied der Leipziger Universitäts-Sängerschaft zu St. Pauli (heute Deutsche Sängerschaft). 1886 promovierte er zum Dr. phil. Seine theologischen Studien setzte Ficker am Predigerseminar St. Pauli in Leipzig fort.
Mit dem Reisestipendium des Deutschen Archäologischen Instituts bereiste er von 1886 bis 1888 Italien, Spanien und Nordafrika. Nach seiner Habilitation an der Friedrichs-Universität Halle wurde er 1892 außerordentlicher und 1900 ordentlicher Professor für Kirchengeschichte an der Kaiser-Wilhelms-Universität Straßburg. 1912 war er ihr Rektor. 1919 folgte er einem schon 1917 ergangenen Ruf nach Halle zunächst als persönlicher Ordinarius und Geheimer Konsistorialrat, seit 1923 als Lehrstuhlinhaber. 1923 wurde er Ehrenphilister des Frankfurter Wingolf. 1929 wurde er in den Ruhestand versetzt. Zu seinen Schülern gehörte der langjährige Direktor der Lutherhalle Wittenberg, Oskar Thulin.
Johannes Ficker war Bruder des Hygienikers Martin Ficker und des Kirchenhistorikers Gerhard Ficker (1865–1934). Verheiratet war er seit 1891 mit Mimi geb. von Born. Sein Sohn war der Jurist Hans Ficker. Mit 82 Jahren gestorben, wurde er auf St. Laurentius (Halle) beigesetzt. Der schriftliche Nachlass befindet sich im Lutherhaus Wittenberg, die Bibliothek wird von der Reformationsgeschichtlichen Forschungsbibliothek Wittenberg verwahrt.

## Wirken
Ficker edierte wichtige Quellen zur Reformationsgeschichte. Von großer Bedeutung war seine Wiederentdeckung der frühen Vorlesungen von Martin Luther über den Brief des Paulus an die Römer und den Brief an die Hebräer. Nach vorläufigen Ausgaben für die Weimarana musterhaft herausgegeben, begründeten sie die mit Karl Holl beginnende Lutherrenaissance. Als Kirchenhistoriker lieferte er Beiträge zur Erforschung der christlichen Kunst besonders der Reformationszeit, beispielsweise durch Arbeiten über die Bildnisse der Reformatoren. Daneben trat er für eine Erneuerung der kirchlichen Kunsttätigkeit als Berater bei Kirchenbauten und als Herausgeber der Schmuckgesangbücher für das Reichsland Elsass-Lothringen 1910 und die Provinz Sachsen 1931–1934 ein. Johannes Ficker verband in seiner Forschungsarbeit Akribie mit der Fähigkeit lebendig reproduzierender Zusammenschau. Johannes Ficker hat u. a. seine Veröffentlichungen an der Straßburger Universität in einem Verzeichnis zu seiner „Hallischen Universitätsrede“  1922 zusammengestellt. Diese Rede wurde anlässlich der „Halbjahrhundertfeier der Neuerrichtung der Universität Straßburg“ vom Verlag Max Niemeyer, Halle (Saale) veröffentlicht.   1941 wurde Ficker mit der Goethe-Medaille für Kunst und Wissenschaft geehrt.

## Schriften (Auswahl)
- Die Darstellung der Apostel in der altchristlichen Kunst. Seemann, Leipzig 1887 (Beiträge zur Kunstgeschichte; N.F. 5) (Digitalisat).
- Die Konfutation des Augsburger Bekenntnisses, ihre erste Gestalt und ihre Geschichte. Barth, Leipzig 1891 (Digitalisat).
- Hrsg.: Archäologische Studien zum christlichen Altertum und Mittelalter, 1895 ff.
- Hrsg.: Studien über christliche Denkmäler, 1902 ff.
- Neuer Druck und Schmuck des evangelischen Gesangbuchs für Elsaß-Lothringen (Hg. von der Strassburger Pastoralkonferenz). Dieterich’sche Verlagsbuchhandlung Theodor Weicher, Leipzig 1903; Beilage: Die Ausgaben des evangelischen  Gesangbuchs für Elsaß-Lothringen in den Original-Einbänden der Straßburger Pastoralkonferenz für Elsaß-Lothringen [ohne Ort und Jahr; 1903?].
- mit Otto Winckelmann (Hrsg.): Handschriftenproben des sechzehnten Jahrhunderts nach Straßburger Originalen. Trübner, Straßburg 1902–1905
  - Bd. 1: Taf. 1–46: Zur politischen Geschichte, 1902l
  - Bd. 2: Taf. 47–102: Zur geistigen Geschichte, 1905.
- Hrsg.: Denkmäler der Elsässischen Altertumssammlung zu Strassburg (im Auftrage der Gesellschaft zur Erhaltung der geschichtlichen Denkmäler im Elsass), Bd. 2. Beust, Straßburg i. Els. 1907.
- Luthers Vorlesung über den Römerbrief 1515/16. Dieterich’sche Verlagshandlung, Leipzig 1908 (Digitalisat).
- Hrsg.: Quellen und Forschungen zur Kirchen- und Kulturgeschichte von Elsaß und Lothringen, Hrsg. J. Ficker (mit Adam, Anrich u. a.), 1913–1917.
- Die Anfänge der akademischen Studien in Straßburg. Heitz, Straßburg 1912 (Rektoratsreden der Universität Straßburg; 1912).
- Hrsg.: Bildnisse der Strassburger Reformation. Trübner, Straßburg 1914 (Quellen und Forschungen zur Kirchen- und Kulturgeschichte von Elsaß und Lothringen 4).
- Druck und Schmuck der neuen evangelischen Gesangbücher. In: Zeitschrift des Deutschen Vereins für Buchwesen und Schrifttum. Bd. 1 (1918), S. 15–17
- Die Kaiser-Wilhelms-Universität Straßburg und ihre Tätigkeit. Rede bei der Gedenkfeier der Reichsgründung gehalten am 18. Januar 1922, in Hallische Universitätsreden 17, Halle (Saale), Verlag von Max Niemeyer 1922.
- Handschriftliches der alten Straßburger Universitätsbibliothek. In: Festgabe des Zwingli-Vereins zum 70. Geburtstag seines Präsidenten Hermann Escher, Zürich 1927, S. 44–65.
- Luthers Vorlesung über den Hebräerbrief 1517/18. Dieterich’sche Verlagsbuchhandlung, Leipzig 1929.
- Die Augsburger Konfession in ihrer ersten Gestalt. In: Luther: Zeitschrift der Luthergesellschaft. Bd. 13 (1931), Heft 3, S. 91f.
- Die Bildnisse Luthers aus der Zeit seines Lebens. In: Luther-Jahrbuch. Bd. 16 (1934), S. 103–161.
- Die neuen Glasgemälde in St. Moritz in Halle und die besonderen Aufgaben der kirchlichen Glasmalerei in der Gegenwart (Studien zur Geschichte und Gestaltung des evangelischen Gottesdienstes und zur kirchlichen Kunst 4). Buchhandlung des Waisenhauses, Halle (Saale) 1940.